# لي سو جونغ
لي سو جونغ، المعروفة بإسم سوجونغ (بالكورية: 이소정) هي مغنية كورية جنوبية، ولدت يوم 3 سبتمبر 1993 في وونجو في كوريا الجنوبية.

## روابط خارجية
- لي سو-جونغ على موقع ميوزك برينز (الإنجليزية)